# Belisana limpida
Belisana limpida är en spindelart som först beskrevs av Simon 1909.  Belisana limpida ingår i släktet Belisana och familjen dallerspindlar.
Artens utbredningsområde är Vietnam. Inga underarter finns listade.